# Danger Hardcore Team
Danger Hardcore Team is een Belgische hardcoreformatie die bestaat uit DJ Bass (Bas van Tilburg), Mc Jerky (Flor 'da rick' Theeuwes), DJ Malone (Jeffrey Vissers) en Mc Rhymes (Gregory Vandoorne) en is in 1995 opgericht. Deze live-act heeft door de jaren heen op vele hardcorefeesten, zoals Thunderdome, gedraaid.

## Biografie
Na enkele jaren van optredens besloten DJ Bass en Mc Jerky in 1995 hun eigen hardcoreformatie op te zetten. De eerste twee jaren bestond het Danger Hardcore Team alleen uit DJ Bass en MC Jerky, maar in 1997 werden daar DJ Malone, Mc Rhymes en de TWINS bijgevoegd.
Door de jaren heen heeft het Danger Hardcore Team optredens in diverse grote clubs verzorgd. Zo traden zij op in Club X, Cherry Moon, Club Hardcore, Kozmoz, Fauna, Boss, La Bush, Atlantide, Axiome, Kabarka, Peppermill en La Florida. Ook heeft de formatie op allerlei feesten als Thunderdome, Megarave, Demolition, Hardcore Overdrive, Global Hardcore Nation, Virus Release Party, Project Hardcore opgetreden. Tijdens hun tours hebben ze onder meer België, Nederland, Duitsland, Frankrijk, Spanje en Zwitserland aangedaan.